# San Mateo Huitzilzingo
San Mateo Huitzilzingo är en mindre stad i Mexiko, tillhörande kommunen Chalco i delstaten Mexiko. Staden ligger i den centrala delen av landet och tillhör Mexico Citys storstadsområde. San Mateo Huitzilzingo hade 15 389 invånare vid folkräkningen 2010, och var kommunens tredje största stad sett till befolkning.